# Saint-Marceau (Ardenas)
Saint-Marceau é uma comuna francesa na região administrativa de Grande Leste, no departamento das Ardenas. Estende-se por uma área de 4,80 km². Em 2010 a comuna tinha 355 habitantes (densidade: 74 hab./km²).